# فنغهوانغ (طائر أسطوري)

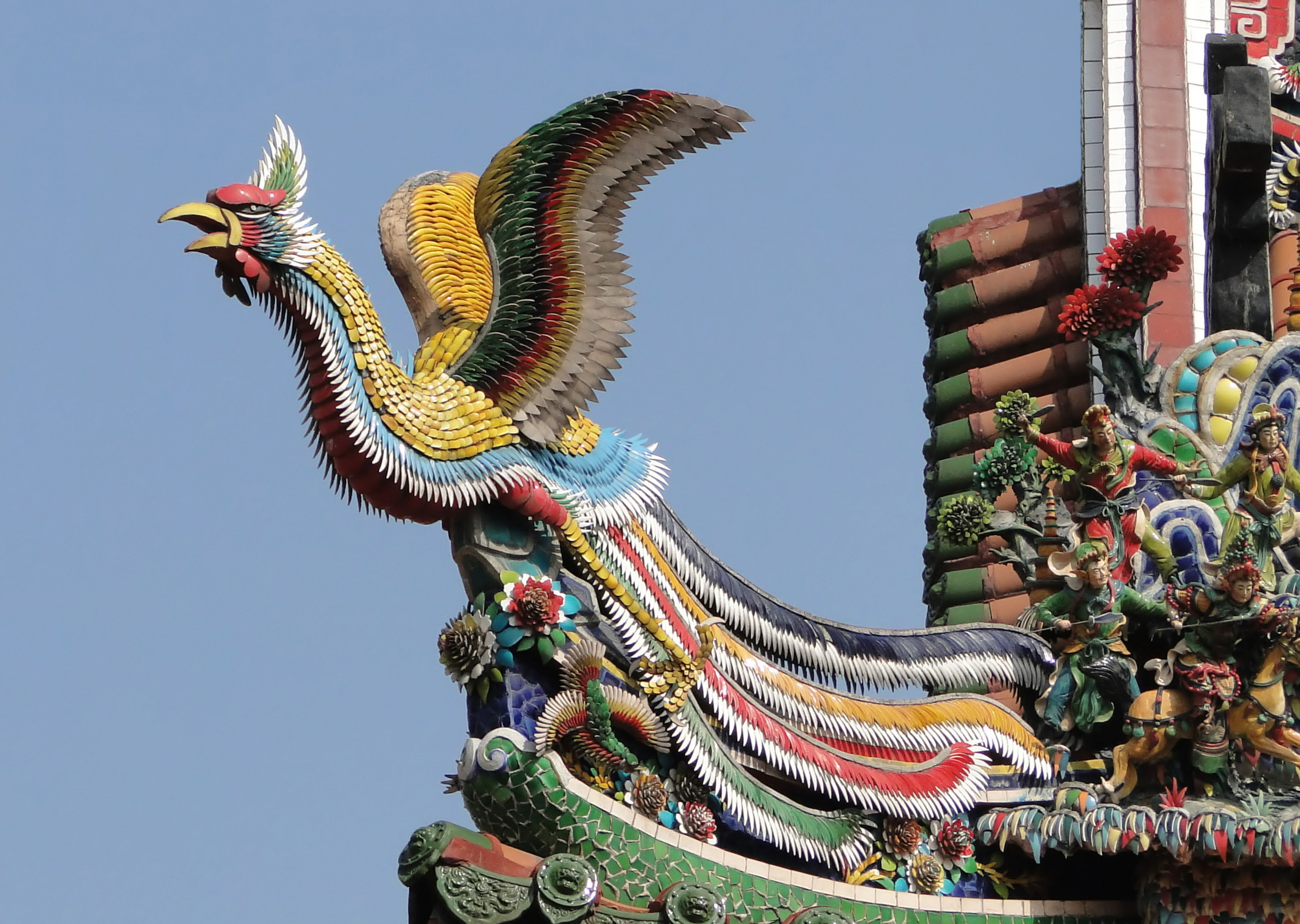
تمثال فنغهوانج على قمة أحد معابد تايبيه.

صورة فنغهوانغ مقابلة للتنين الصيني على الرمز الوطني الصيني من عام 1913-1928.

طائر فينغهوانغ (بالصينية: 凤凰) هو طائر أسطوري في أساطير شرق آسيا يسود جميع الطيور الأخرى. كان الذكر منها يسمى في الأصل «فينغ» وكانت الأنثى منه تسمى «هوانغ» ولكن مع الوقت انتفت التفرقة الجنسية وتمت إذابتهما في كينونة أنثوية حتى يتزاوج مع التنين الصيني الذكر.
يسمى فينغهوانغ أيضا «ديك أغسطس» 鶤雞 حيث يتخذ أحيانا موقع الديك في التقويم الصيني. عادةً ما يُدعى طائر فينغهوانغ في الغرب بـ«الفينيق الصيني» بالرغم من أن أوجه الشبه بينه وبين طائر الفينيق طفيفة.

## اقرأ أيضا
فنغهوانغ على النهر
- Tuojiang